# 羅臼岳
羅臼岳（日语：／ Rausu-Dake）是位于北海道知床半岛的火山群主峰，标高1661米。在古代的阿伊努语中稱為caca-nupuri（チャチャヌプリ，爺爺岳），也寫作良牛岳。1964年（昭和39年）6月1日劃入知床國立公園，2005年7月知床半島登錄為世界遺產「知床」。現為日本百名山、花之百名山及新花之百名山之一。

## 概要

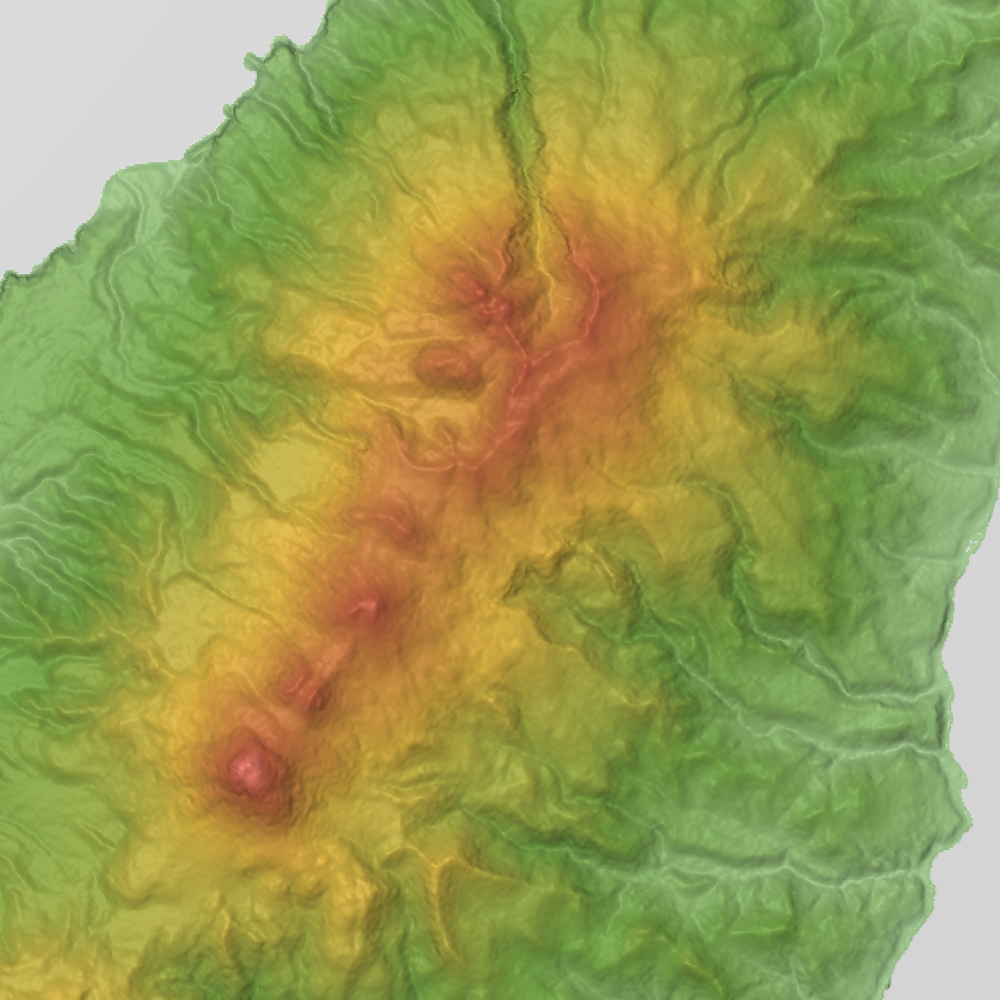
羅臼、知床硫磺火山群的地形圖。羅臼岳在左下角。

1995年國土地理院將標高定為1,661公尺，之後以GPS調査後，於2008年5月1日改為1,660公尺（1,660.36）。但在GNSS測量等修正後，2014年4月1日的《日本山岳標高一覧-1003山-》再改回1,661公尺。
羅臼岳是由流紋岩質、安山岩質組成的成層火山，屬於活火山之一。山頂有火山穹丘，還可看見山體滑坡和坍塌地形。最近的火山活動出現於約500年前。1964年山麓的羅臼町曾觀測出超過一百次的群震與間歇泉。
羅臼岳為羅臼八景之一。1965年（昭和40年）知床國立公園曾發行『羅臼湖畔仰望羅臼岳』十元郵票。

### 名稱由來
愛奴語名チャチャヌㇷ゚リ（chacha-nupri），意為「親爺・山」，愛奴語研究者山田秀三認為可能是「知床半島最高峰因而得名」。
又稱知床富士。此外，亦有寫為良牛岳。

## 火山活動
1990年代在進行知床硫磺山噴火史調査時，確認羅臼岳在最近2000年內發生過數次火山活動，因此在1996年列為活火山。最近一次的火山活動是1996年觀測到的噴氣活動，最後一次的噴火活動則出現於19世紀末。現在山頂可見的熔岩地形被認為可能是過去三個火山活動時期中所形成。
最近的2300年間可分為2200〜2300年前、1400〜1600年前、500〜700年前等三個主要火山活動期。
- 2200〜2300年前：大規模火山噴發，噴出火山灰和火山碎屑流。
- 1400〜1600年前：普林尼式火山噴發，噴出火山灰和火山碎屑流。
- 500〜700年前：噴出火山灰和火山碎屑流。

## 登山

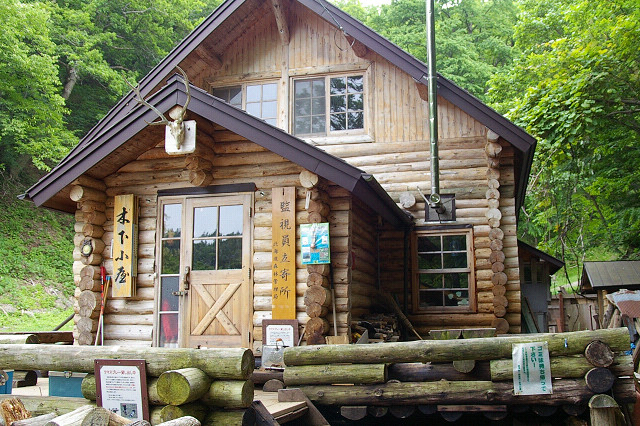
岩尾別溫泉附近登山口的木下小屋

羅臼溫泉與岩尾別溫泉有登山口。後者的登頂時間較短。然而，登山道坡度大，岩質不穩，氣候也不佳。中途還會經過棕熊出沒區域。

### 周邊的山小屋
- 木下小屋（日语：木下小屋）

## 山容

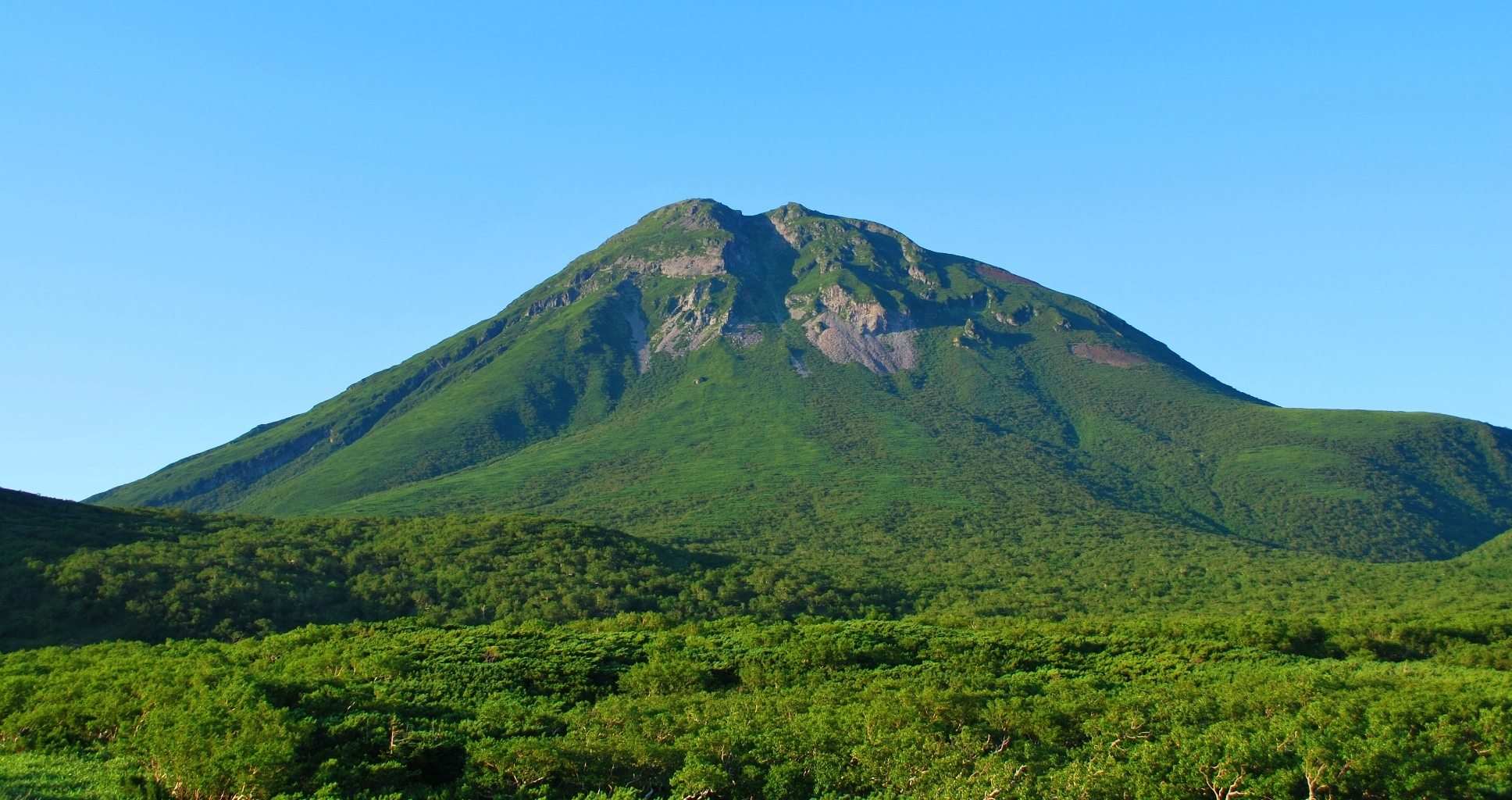
知床峠望向山頂
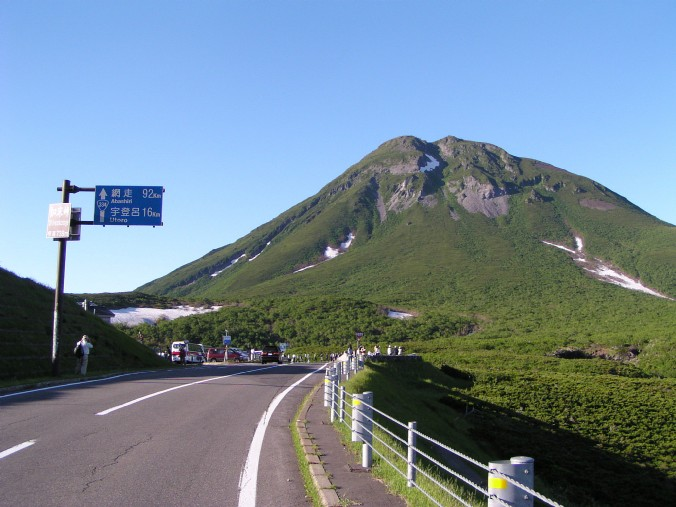
知床峠望向山頂
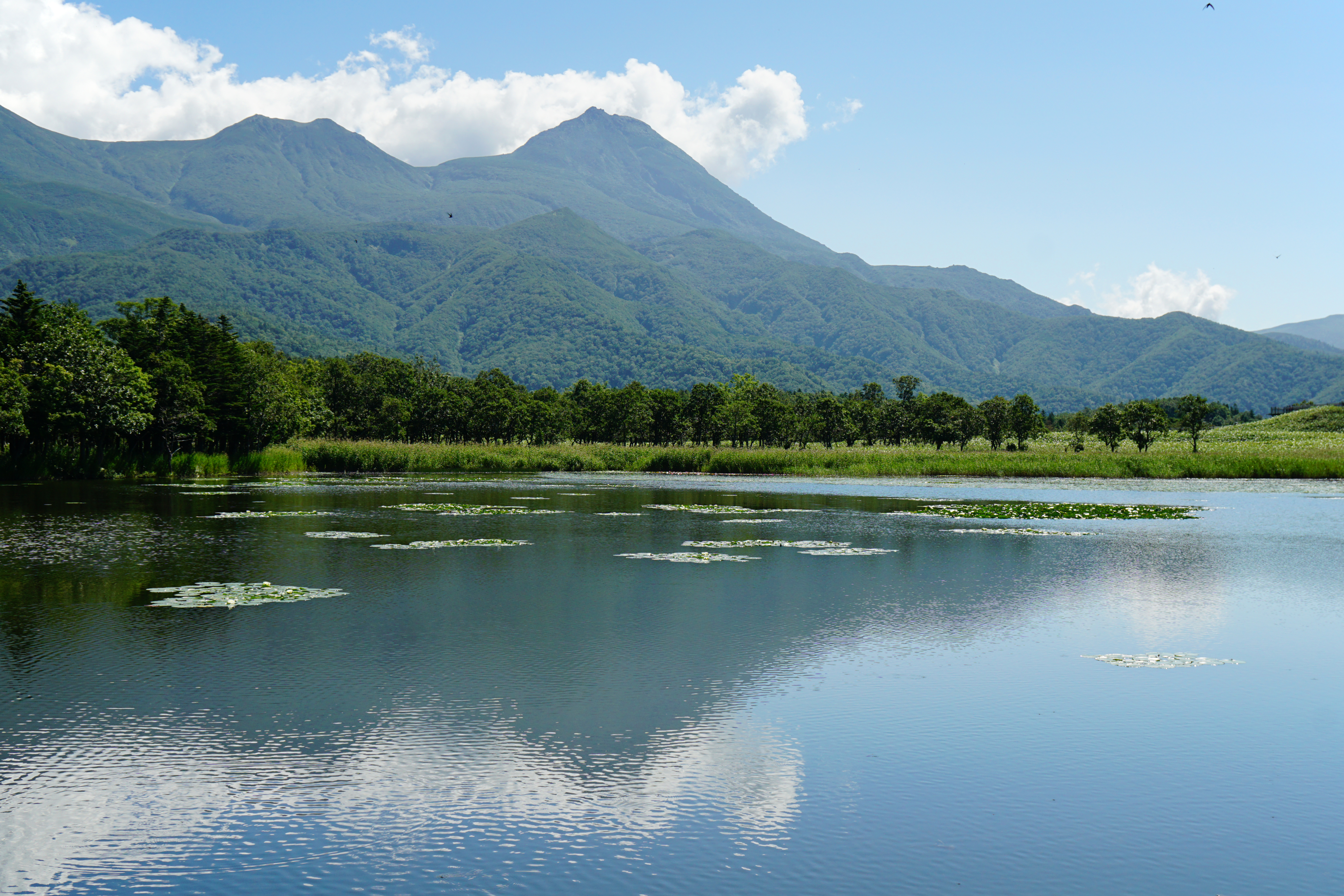
知床五湖與羅臼岳
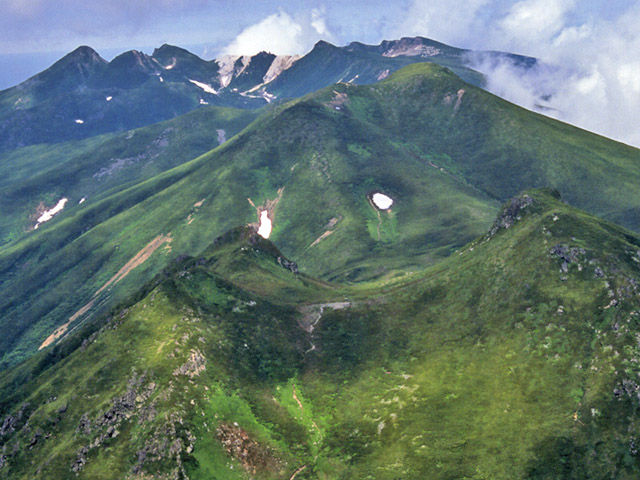
羅臼岳望向知床半島山群
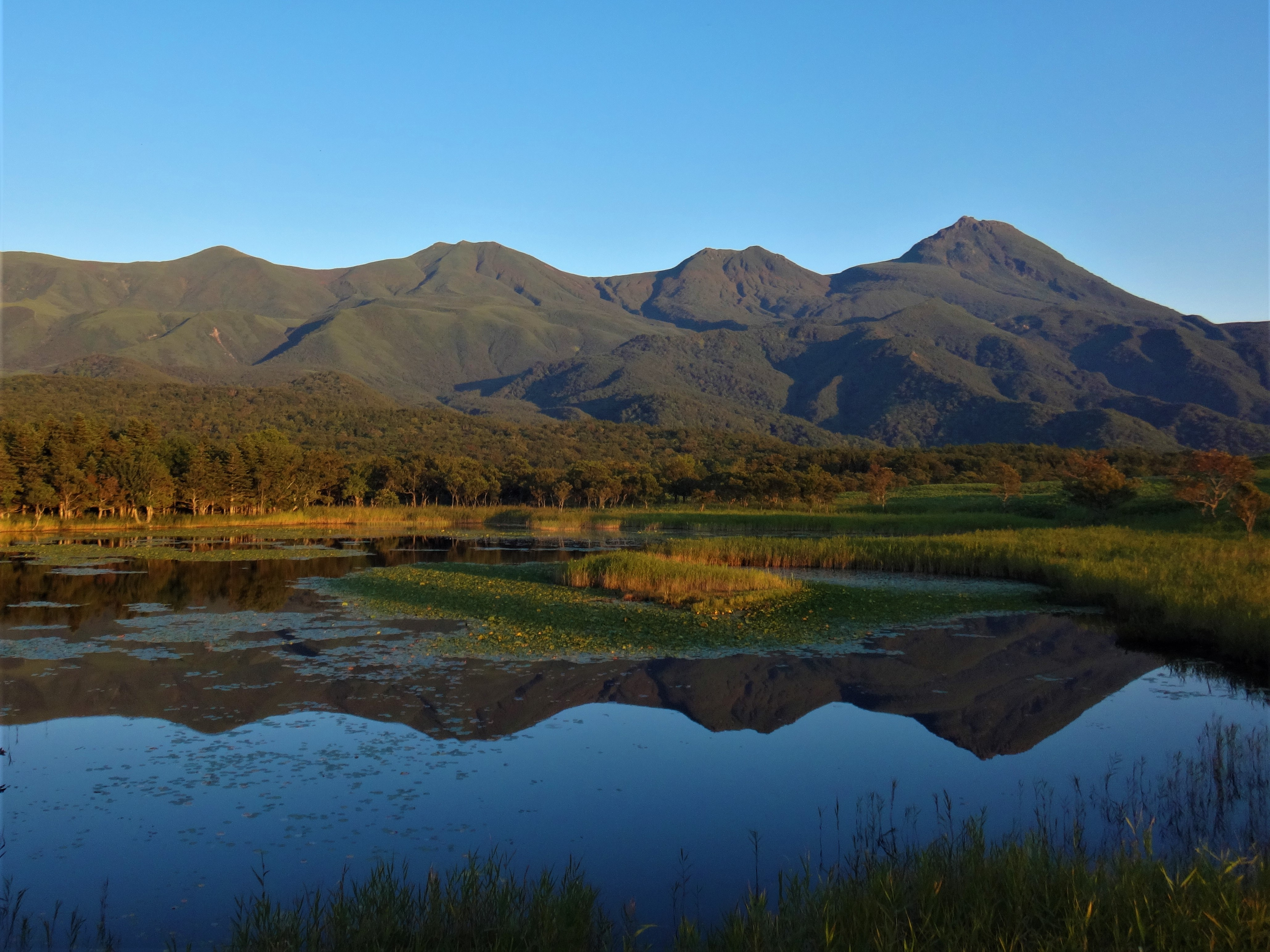
秋天的知床五湖望向羅臼岳
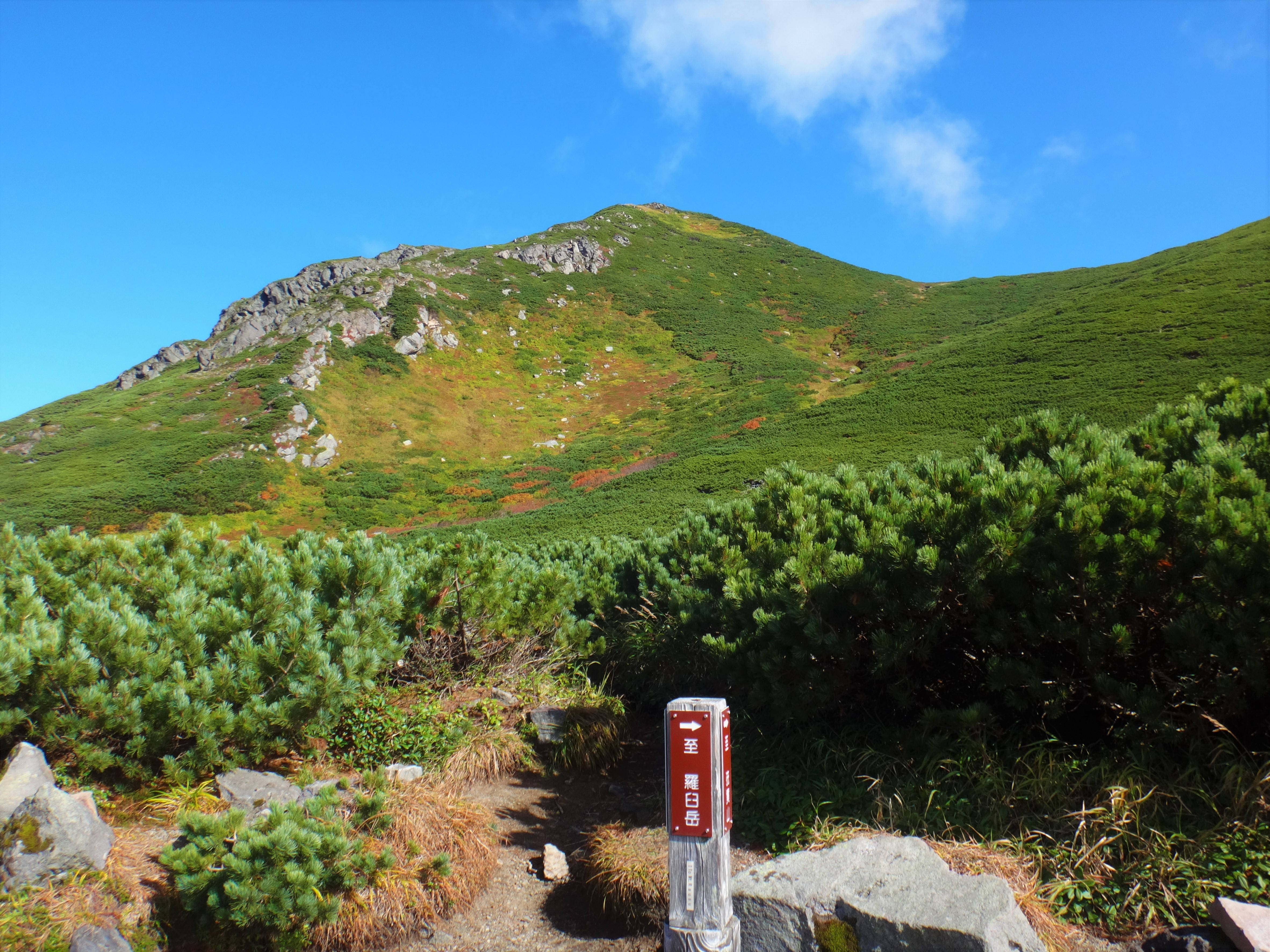
羅臼平望向羅臼岳
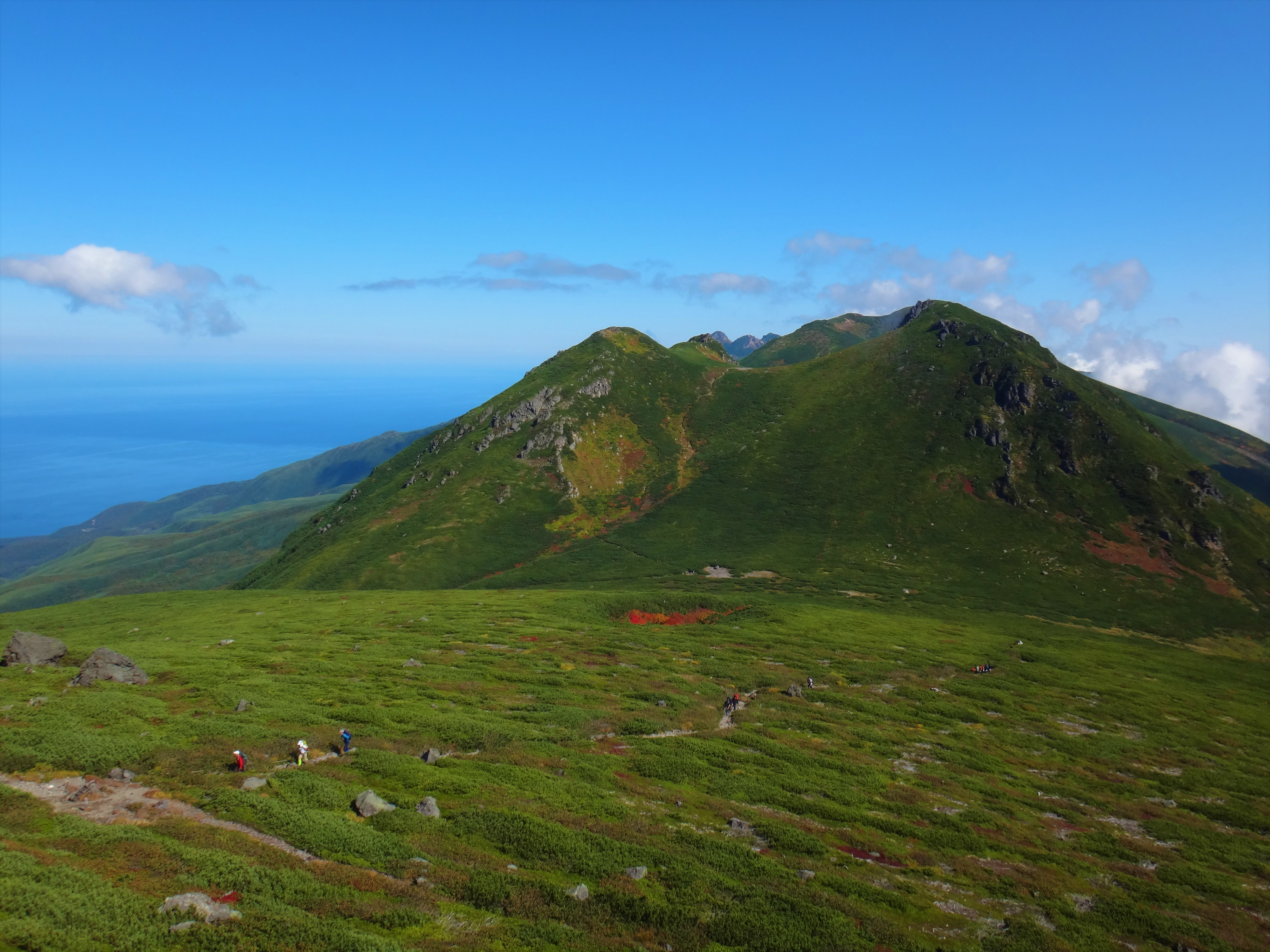
岩清水附近望向羅臼平
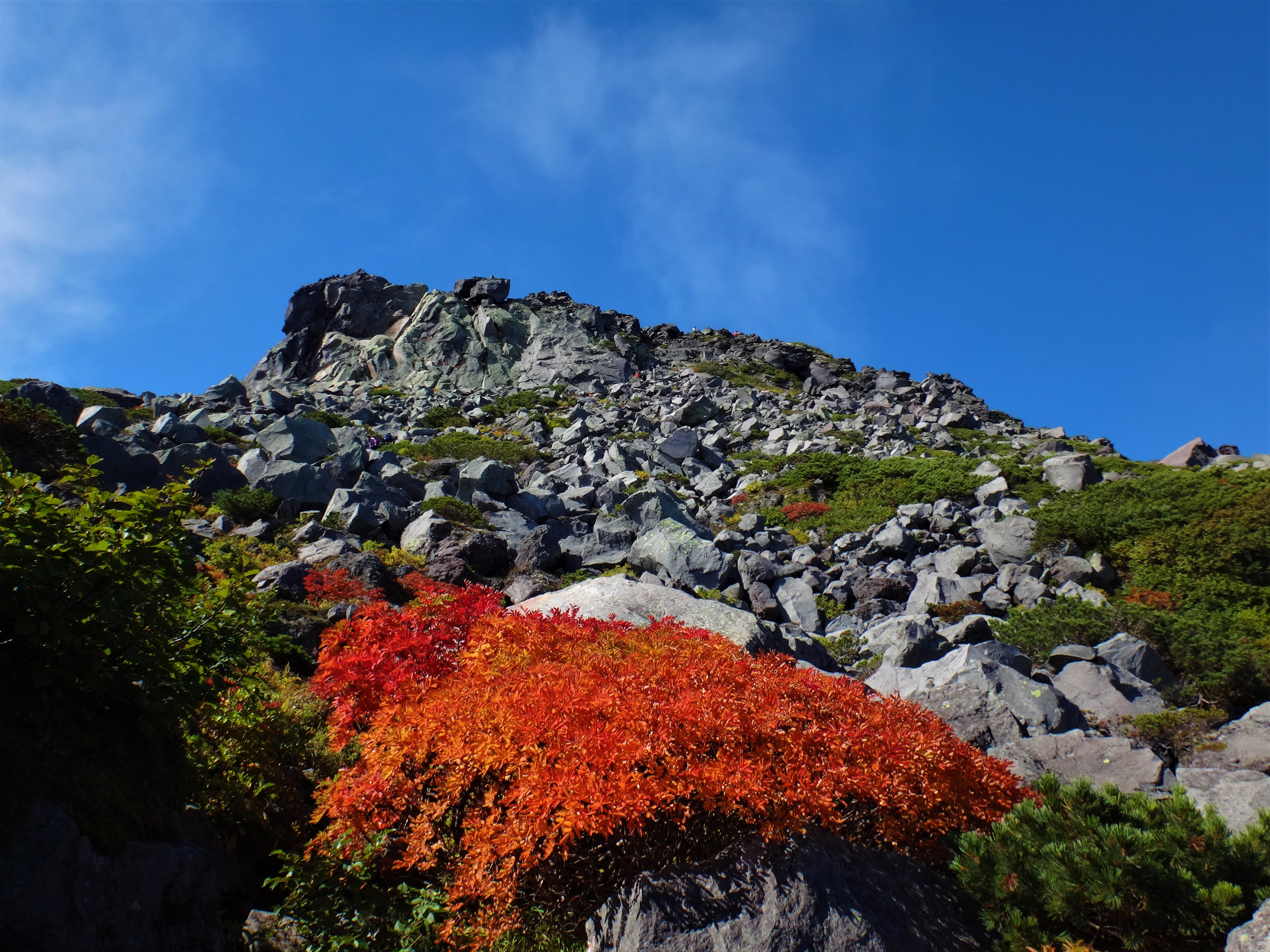
羅臼岳最後的登頂段
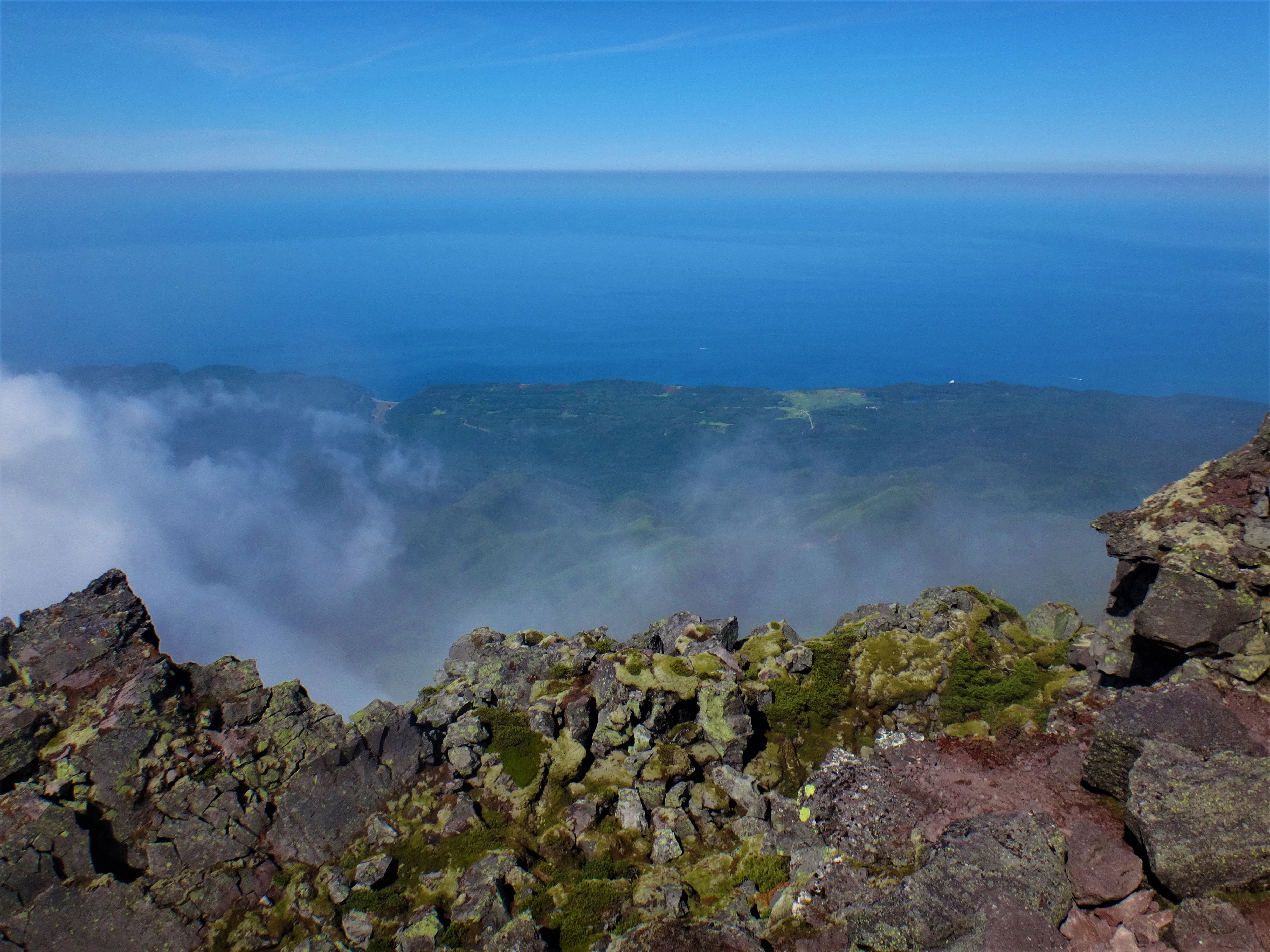
羅臼岳山頂望向鄂霍次克海與知床五胡
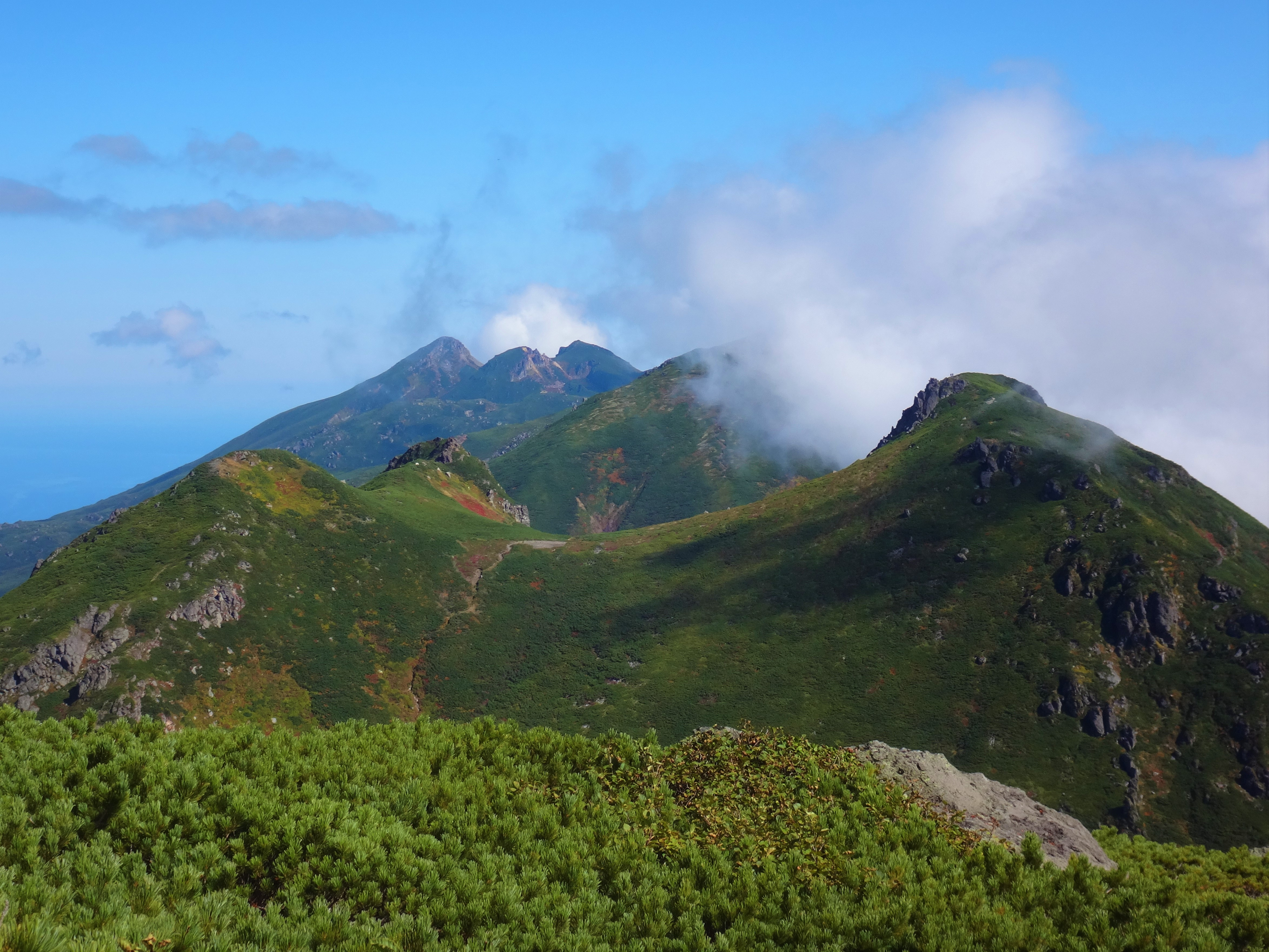
羅臼岳望向硫黃山與サシルイ岳

## 脚注
1. 1 2 3   (PDF). 国土地理院.   [2014-03-26]. （原始内容存档 (PDF)于2014-03-26）.
2. ↑  日本の主な山岳標高：北海道 （页面存档备份，存于）（國土地理院、2010年12月28日閲覧）
3. ↑  GNSS測量等の点検・補正調査による2014年4月1日の国土地理院『日本の山岳標高一覧-1003山-』における改定値。なお、旧版での標高は1,660m。
4. ↑  知床国立公園[永久]（環境省、2010年11月30日閲覧）
5. ↑  深田久弥『日本百名山』（朝日新聞社、ISBN 4-02-260871-4）
6. ↑  田中澄江『花の百名山』（文春文庫、ISBN 4-16-352790-7）
7. ↑  田中澄江『新・花の百名山』（文春文庫、ISBN 4-16-731304-9）
8. ↑  報道発表資料「北海道全域の三角点標高を改定(2008年3月3日) （页面存档备份，存于）」（國土地理院、2011年1月1日閲覧）
9. ↑  伊藤陽司、北海道東部, 知床半島におけるランドスライド地形の特徴と最近の斜面災害 （页面存档备份，存于） 地すべり Vol.33 (1996-1997) No.3 P.32-41_1, doi:10.3313/jls1964.33.3_32
10. 1 2 3 4  羅臼岳 （页面存档备份，存于） 気象庁
11. ↑   (PDF). 北海道根室振興局.   [2019-12-29]. （原始内容存档 (PDF)于2019-12-29）.
12. ↑  『切手と風景印でたどる百名山』ふくろう舎、2007年、ISBN 978-4-89806-276-0
13. ↑  山田秀三. . アイヌ語地名の研究　別巻 2. 浦安市: 草風館. 2018-11-30: 228–229. ISBN 978-4-88323-114-0.
14. ↑  『ふるさとの富士200名山』東方出版、1996年、ISBN 978-4-885-91499-7
15. 1 2  宮地直道、中川光弘、吉田真理夫、"羅臼岳火山における最近2200年間の噴火史 （页面存档备份，存于）" 火山 45(2), 75-85, 2000-05-10
16. ↑  過去2,000年間の日本の火山噴火カタログ （页面存档备份，存于） 地学雑誌 Vol.108 (1999) No.4 P.472-488, doi:10.5026/jgeography.108.4_472

## 關連項目
- 日本百名山
- 郷土富士
- 知床
- 知床半島

- 羅臼川